# 丹野こんにゃく
株式会社丹野こんにゃく（たんのこんにゃく）は、山形県上山市に本社をおく、こんにゃく製造・販売を行う企業。
山形県内と宮城県仙台市に店舗を展開している。

## 概要
昭和初期創業、1977年会社設立。本社がある楢下宿（羽州街道の宿場町）は、楢の木とこんにゃく作りに適した豊富な水に恵まれたことから、江戸時代から生産が行われていた。
本店にあるこんにゃく番所では「こんにゃく懐石料理」が提供されている。
人・水・楢炭の3つのこだわりをもって生産が行われており、本社敷地内には、地下二百数十メートルから湧き出る「名水・益栄の水」があるほか、楢下地区に伝統的に伝わる「五六窯」で焼いた白炭（普通の土窯で焼いた黒炭とは違い火力が強く、火持ちが長く、また煙が少ないのが特徴）を使用している。

## 沿革
- 昭和初期 - 創業者、丹野章がこんにゃく・ところてんの製造を開始
- 1970年 - 東京都内の百貨店で行われた催しに初参加
- 1971年 - 丹野益夫が2代目店主となる
- 1977年 - 法人化により有限会社 丹野こんにゃく設立
- 1986年 - こんにゃく番所設立
- 1993年 - こんにゃく番所別館設立
- 1998年 - 会社組織変更の為、株式会社丹野こんにゃくとなる。

## 店舗
※営業情報の詳細は、公式サイトなどで確認のこと。
- 本社 - 山形県上山市楢下1233-2（営業時間：店舗 8:00 - 17:00、食事処 11:00 - 17:00、定休日：火曜日、1月1日 ※定休日が祝日の場合は営業）
- 山形蔵王インター前店
- エスパル山形店
- 山形県観光物産会館店（ぐっと山形）
- 三越仙台店
- 大沼山形店
- 上山城かかし茶屋売店